# Runaway (chanson de Pink, 2023)
Pour les articles homonymes, voir Runaway.
Singles de P!nk
When I Get There
(2023) Dreaming
(2023)
Pistes de TRUSTFALL
Never Gonna Not Dance Again Last Call
Runaway est une chanson interprétée par la chanteuse américaine P!nk.
C'est le quatrième single de l'album TRUSTFALL, après Never Gonna Not Dance Again, TRUSTFALL et When I Get There'. Il sort le 7 juin 2023 directement sur YouTube, et n'avait pas été annoncé à l'avance, ni par l'artiste, ni par son label. La sortie de ce single coïncide avec le début de sa tournée, le Summer Carnival Tour.
La vidéo partagée à la sortie du single est une compilation de vidéos de gymnastique aérobic des années 1980. Sont crédités pour cette vidéo : la chanteuse Cher (déjà présente dans le clip de All I Know So Far), Jamie Lee Curtis, Jane Fonda et les USA National Aerobic Champions.

## Liste des pistes
| 1. | Runaway | Edvard Erfjord, Clementine Douglas | 2:42 |